# 炭素農業
炭素農業（たんそのうぎょう、英語: Carbon farming）は、農業形態の一つで、カーボン・ファーミングなどとも呼ばれる、大気中の炭素を土壌や作物に固定する農法である。二酸化炭素の炭素固定をさせる（炭素隔離）ことで、大気中の温室効果ガスを削減することを目的としている。有機農業やアグロフォレストリーと重なる点もあるが、炭素農業の目的はあくまで炭素隔離である。副次的に、持続可能性や環境保全に貢献することもある。
効率的農作物生産という観点で農家の負担は増加するが、排出量取引制度に組み込むことで、農家への報酬を発生させるシステム構築が欧米で検討されている。

## 概要
土壌は炭素貯蔵庫として非常に多くの炭素を蓄積しており、その量は表層深さ1mの土壌中だけで大気の2倍、植生の3倍にもなる。また、土壌の表面30〜40cmの炭素貯留量が年間0.4％増加すれば、毎年の人為的排出による大気中のCO2増加量を相殺できるという。しかし、炭素を含む植物体が収穫によって除去される農地利用は土壌中の炭素を減少させ、その量は、自然地や半自然地から転換した場合、土壌中の炭素は約30〜40％の減少にもなるとされる。人類史で総計すると、化石燃料燃焼より土地利用変化の方が土壌中炭素損失が大きい。さらに、農業･林業･その他土地利用の温室効果ガス排出量は世界全体の1/4を占める。これを改善するために、炭素の投入と分解へのアプローチを行うのが炭素農業であり、考えられている例を示す。
- 水と肥料の管理を改善し、有機肥料や堆肥を使用
- 中間作物、畝間作物、草地作物（緑肥）をより多く導入
- 畑の境界の生垣を増やす、アグロフォレストリーの発展
- 不耕起栽培の導入
- 作物残渣マルチや有機マルチの利用

一次産業の排出量取引制度組み込みという観点では、単に農業に留まらず、林業や水産業（海藻養殖）、環境保全（湿地再生）など幅広く適用できると考えられている。

## 課題
最大の課題は、土壌に貯留された炭素量を評価することは困難で、炭素農業の営農ベースでの長期的な有効性が立証されていない点である。土壌の炭素貯蔵能力は事実であり、炭素量計測も可能ではあるが、天候や気温によって土壌状況は日々変わり得るものであり、農法別の適合度も、土壌タイプや深さ、地形、作物の種類、気候条件、期間において、何がどの程度機能するのか不明である。批評家の中には、カーボン・オフセット制度で削減量が大幅に過大評価され、駆け引きとグリーンウォッシング（見せかけの環境配慮）の機会を生み出し、気候変動対策の実際の進展を妨げる可能性があると指摘する者もいる。そのため、貯留された炭素をどのように評価し認定するかが当面の課題となっている。そうした中で、EUや米国はデジタルツールの活用も促進している。
炭素農業は温室効果ガス削減のみを想定しているため、生態系への影響など持続可能性については考慮されていない。
不耕起栽培は除草剤の使用量を増加させ、それが炭素貯蔵減に繋がる可能性がある。堆肥は大量生産されておらず、広く普及させるのは難しい。
農作物生産量への影響は不明。